# Lijst van rijksmonumenten in Baarn (gemeente)
De gemeente Baarn telt 156 inschrijvingen in het rijksmonumentenregister. Hieronder een overzicht.

## Baarn
De plaats Baarn telt 80 inschrijvingen in het rijksmonumentenregister. Zie Lijst van rijksmonumenten in Baarn (plaats) voor een overzicht.

## Eembrugge
De plaats Eembrugge telt 1 inschrijving in het rijksmonumentenregister. Hieronder een overzicht.
| Object                                                               | Oorspronkelijke functie? | Bouwjaar | Architect | Locatie | Coördinaten?                  | Nr.?  | Afbeelding        |
| -------------------------------------------------------------------- | ------------------------ | -------- | --------- | ------- | ----------------------------- | ----- | ----------------- |
| Terrein waarin de overblijfselen van het bisschoppelijk Huis Ter Eem | Archeologisch monument   | 13e eeuw |           |         | 52° 13' 37" NB, 5° 18' 48" OL | 45135 | Meer afbeeldingen |

## Lage Vuursche
De plaats Lage Vuursche telt 44 inschrijvingen in het rijksmonumentenregister. Zie Lijst van rijksmonumenten in Lage Vuursche voor een overzicht.

## Soestdijk
Paleis Soestdijk met omliggende gronden telt 31 inschrijvingen in het rijksmonumentenregister. Zie Lijst van rijksmonumenten bij Paleis Soestdijk voor een overzicht.
Amersfoort ·
Baarn ·
Bunnik ·
Bunschoten ·
De Bilt ·
De Ronde Venen ·
Eemnes ·
Houten ·
IJsselstein ·
Leusden ·
Lopik ·
Montfoort ·
Nieuwegein ·
Oudewater ·
Renswoude ·
Rhenen ·
Soest ·
Stichtse Vecht ·
Utrecht ·
Utrechtse Heuvelrug ·
Veenendaal ·
Vijfheerenlanden ·
Wijk bij Duurstede ·
Woerden ·
Woudenberg ·
Zeist